# NK Jedinstvo Islam Grčki
Nogometni klub "Jedinstvo" je bivši nogometni klub iz Islama Grčkog, Grad Benkovac, Zadarska županija, Republika Hrvatska. 

## O klubu
Prve nogometne utakmice su igrači iz Islama Grčkog imali 1950.-ih godina protiv selekcija susjednih sela, a 1970.-ih godina je reprezentzacija sela imala uspjehe na Seoskim športskim igrama općine Benkovac, te se potom pristupilo organiziranju kluba. Tako je 1976. godine osnovano Sportsko društvo "Jedinstvo", a u okviru njega i nogometni klub, koji se potom osamostaljuje. Klub je prvu natjecateljsku utakmicu igrao 1976. godine u Zemuniku Gornjem protiv kluba "Kotarac". Za "Jedinstvo" su igrali i nogometaši iz susjednog mjesta Islam Latinski. Klub je od osnivanja nastupao u ligaškim natjecanjima koje je organizirao "Nogometni savez općine Zadar". Od sezone 1988./89. su članovi "Dalmatinske lige – Sjever", koju osvajaju u sezoni 1989./90. te igraju kvalifikacije za ulazak u "Hrvatsku ligu – Jug".
1987. godine na domaćoj utakmici protiv kluba "Smoković" smrtno je svladao ponajbolji igrač kluba Marinko Vučković – Morći, te je "Jedinstvo" nadalje povukao njegov broj dresa (10), a igralište su nazvali njegovim imenom. 
Tijekom Domovinskog rata klub se natjecao u natjecanjima organiziranim na okupiranom području Republike Hrvatske, tzv. "Prvenstvu Republike Srpske Krajine". Početkom 1993. godine u operaciji "Maslenica" Hrvatska Vojska je oslobodila Islam Grčki, što dovodi do iseljavanja srpskog stanovništva iz mjesta, te klub prelazi u susjedni Benkovac, koji je još tada pod srpskom kontrolom. Konačno, u kolovozu 1995. u VRO "Oluja" je oslobođen Benkovac i kompletan okupirani dio Dalmacije, što dovodi do iseljavanja srpskog stanovništva, te "Jedinstvo" prestaje s radom.
U inozemstvu veterani "Jedinstva" povremeno igraju prijateljske utakmice, te su tako obnovili rad kluba.

## Uspjesi
Dalmatinska liga – Sjever
- prvak: 1989./90.

Općinska liga Zadar
- prvak: 1987./88.

## Pregled plasmana po sezonama
| sezona    | rang lige | liga                                           | dio lige  | poz.      | klubova u ligi | ut        | pob       | ner       | por       | gol+      | gol-      | bod       | napomene                                                                               | izvori    |
| Jedinstvo | Jedinstvo | Jedinstvo                                      | Jedinstvo | Jedinstvo | Jedinstvo      | Jedinstvo | Jedinstvo | Jedinstvo | Jedinstvo | Jedinstvo | Jedinstvo | Jedinstvo | Jedinstvo                                                                              | Jedinstvo |
| --------- | --------- | ---------------------------------------------- | --------- | --------- | -------------- | --------- | --------- | --------- | --------- | --------- | --------- | --------- | -------------------------------------------------------------------------------------- | --------- |
| 1976./77. | VI.       | B liga NSO Zadar                               |           | 3.        | 12             | 22        | 10        | 9         | 3         | 43        | 34        | 29        |                                                                                        |           |
| 1977./78. | VI.       | B liga NSO Zadar                               |           | 9.        | 11             | 20        | 4         | 4         | 12        | 35        | 48        | 12        | liga također i kao Općinska "B" nogometna liga Zadar                                   |           |
| 1978./79. | VI.       | 2. općinska liga Zadar                         |           | 3.        | 7              |           |           |           |           |           |           | 13        |                                                                                        |           |
| 1979./80. | VI.       | Općinska liga Zadar                            |           | 3.        | 12             |           |           |           |           |           |           | 27        |                                                                                        |           |
| 1980./81. | VI.       | Općinska liga Zadar                            |           | 7.        | 9 (11)         | 17        |           |           |           |           |           | 9         |                                                                                        |           |
| 1981./82. | VI.       | Općinska liga Zadar                            |           | 9.        | 9              |           |           |           |           |           |           | 7         | liga također i kao Općinska "B" nogometna liga Zadar                                   |           |
| 1982./83. | VI.       | Općinska liga Zadar – Benkovac – Biograd       |           | 7.        | 8              | 14        |           |           |           |           |           | 7         |                                                                                        |           |
| 1983./84. |           |                                                |           |           |                |           |           |           |           |           |           |           |                                                                                        |           |
| 1984./85. | V.        | Liga Zadar – Benkovac – Biograd                |           | 5.        | 9              | 16        | 8         | 2         | 6         | 27        | 20        | 18        |                                                                                        |           |
| 1986./87. | V.        | Općinska liga Zadar                            |           | 6.        | 11 (14)        |           |           |           |           |           |           | 25        | liga također i kao Liga Područja NS Zadar isključeni iz natjecanja u proljetnom dijelu |           |
| 1987./88. | VI.       | Općinska liga Zadar                            |           | 1.        | 13 (14)        | 23        | 20        | 1         | 2         | 61        | 9         | 14        |                                                                                        |           |
| 1988./89. | V.        | Dalmatinska liga – Sjever                      |           | 5.        | 17             | 32        | 14        | 4 (2)     | 14        | 44        | 38        | 30        |                                                                                        |           |
| 1989./90. | V.        | Dalmatinska liga – Sjever                      |           | 1.        | 14             | 26        | 18        | 6 (1)     | 2         | 47        | 15        | 37        |                                                                                        |           |
| 1990./91. | V.        | Dalmatinska liga – Sjever                      |           | 6.        | 16             | 24        | 11        | 6         | 7         | 38        | 21        | 28        | u prvenstvu nisu odigrane sve utakmice                                                 |           |
| 1992.     |           |                                                |           |           |                |           |           |           |           |           |           |           | Prvenstvo RSK – Sjeverna Dalmacija                                                     |           |
| 1992./93. | I.        | Prvenstvo RSK – Liga Sjeverne Dalmacije i Like |           | 14.       | 14             | 13        | 0         | 1         | 12        | 1         | 37        | 1         |                                                                                        |           |
| 1993./94. |           |                                                |           |           |                |           |           |           |           |           |           |           | Prvenstvo RSK                                                                          |           |
| 1994./95. |           |                                                |           |           |                |           |           |           |           |           |           |           | Prvenstvo RSK                                                                          |           |